# Məhərrəm Dadaşov
Məhərrəm Əkbər oğlu Dadaşov (ros. Магеррам Акпер оглы Дадашев, Magierram Akpier ogły Dadaszew; ur. 15 lutego 1922 w Salyanie, zm. 17 września 1944 w Rumunii) – radziecki wojskowy, starszy sierżant, Bohater Związku Radzieckiego (1945).

## Życiorys
Urodził się w azerskiej rodzinie chłopskiej. Miał wykształcenie niepełne średnie, pracował jako traktorzysta w kołchozie, w 1941 został powołany do Armii Czerwonej, od 1942 walczył na froncie jako mechanik-kierowca czołgu. Walczył na Północnym Kaukazie, później na Ukrainie, uczestniczył w operacji korsuń-szewczenkowskiej, humańsko-botoszańskiej i jasko-kiszyniowskiej, w 1944 został członkiem WKP(b). 20 sierpnia 1944 podczas walk w rejonie Vaslui w Rumunii przyczynił się do zniszczenia 6 niemieckich dział przeciwpancernych i wielu punktów karabinów maszynowych; został wówczas ranny, jednak nie przestał kierować czołgiem. Później ogniem z karabinu maszynowego zabił 8 Niemców, po czym został ciężko ranny. Zmarł w szpitalu wojskowym. Jego imieniem nazwano szkołę średnią.

## Odznaczenia
- Złota Gwiazda Bohatera Związku Radzieckiego (pośmiertnie, 24 marca 1945)
- Order Lenina (pośmiertnie, 24 marca 1945)
- Order Wojny Ojczyźnianej II klasy
- Order Czerwonej Gwiazdy

I medal.